# 北灘村 (愛媛県)
北灘村（きたなだむら）は、1955年（昭和30年）まで愛媛県北宇和郡にあった村である。
1955年に1町5村による昭和の大合併で津島町となり、自治体としての歴史を閉じた。さらに後年2005年に1市3町による平成の大合併で宇和島市となり、現在に至っている。現在の宇和島市の南部の漁村で、北灘湾をはさんで南北の地域に大別され、入り江に沿って各浦が形成されている。

## 地理
現在の宇和島市の南部。西を宇和海に面し、岩松川の流れ込む北灘湾を挟んで南北に分かれた海岸部。古くから鰯漁で栄えた。
北を権現山とそれに連なる山々を境に下波村や三浦村に、東の岩松川河口に近い地域は岩松町に、南は雨森山を境に下灘村に接していた
地名の由来
当地は江戸期から「北灘浦」と呼ばれていた。

## 社会

### 地域・集落
明治の合併前の村である北灘浦1浦がそのまま大字となった。合併前の中心集落は国永であり、役場、公民館などが集積。
集落としては以下のとおり
北灘湾北側
鵜之浜（うのはま）、宗清（むねきよ）、国延（くにのぶ）、面浦（おもうら）、網代（あじろ）、家次（いえつぐ）、木浦松（きうらまつ）、牛之浦（うしのうら）、尻貝（しりがい）、掛網代（かかりあじろ）、福浦（ふくうら）
北灘湾南側
小日提谷（こひさげたに）、小日提浜（こひさげはま）、大日提（おおひさげ）

### 行政
役場
国永におかれていた。
歴代村長

## 歴史
藩政期
- はじめ宇和島藩領。寛文2年の領地替えによって吉田藩領。卯之浜（後の鵜の浜）、能登懸綱代、馬浦、家次、宗清、大堤浦、小堤浦などの小浦があった。
- 元禄年間に槙川村庄屋伊左衛門の子彦左衛門によって大浜の新田開発が行われた。

北灘村成立後
- 1889年（明治22年）12月15日 - 町村制施行に伴い北宇和郡北灘村成立。
- 1951年（昭和26年）- 東部の字玉ケ月を境界変更により岩松町に編入[4]。
- 1955年（昭和30年）- 三重の資本の伊予真珠が進出し、当地における真珠養殖始まる。
- 1955年（昭和30年） 2月11日 - 岩松町・清満村・御槙村・畑地村・下灘村との1町5村の新設合併にて津島町が発足、北灘村は自治体としての歴史を閉じた。

```
北灘村の系譜
（町村制実施以前の村）　（明治期）　　　　（昭和の合併）　（平成の合併）
　　　　　　　　　　　　町村制施行時
　　　　　　　　　　　　　　　　　　　　　　昭和30年2月11日
　　　　　　　　　　　　　　岩松町　━┳━━┓新設合併
　　　　　　　　　　　　　　　　　　あ┃　　┣津島町━━━━━┓
北灘浦━━━━━━━━━━━北灘村━━┻━━┫　　　　　　　　┃
　　　　　　　　　　　　　　清満村━━━━━┫　　　　　　　　┃
　　　　　　　　　　　　　　御槙村━━━━━┫　　　　　　　　┃
　　　　　　　　　　　　　　畑地村━━━━━┫　　　　　　　　┃新設合併
　　　　　　　　　　　　　　下灘村━━━━━┛　　　　　　　　┃平成17年8月1日
　　　　　　　　　　　　　　　　　　　　　　　　　　　　　　　┣宇和島市（新）
　　　　　　　　　　　　　　　　　　　　　　　宇和島市━━━━┫
　　　　　　　　　　　　　　　　　　　　　　　吉田町━━━━━┫
　　　　　　　　　　　　　　　　　　　　　　　三間町━━━━━┛

あ - 昭和26年4月1日北灘村の一部（字玉ケ月）を境界変更により岩松町に編入。
（注記）岩松町その他の合併以前の系譜はそれぞれの市町村の記事を参照のこと。

```

## 産業
農業
わずかに平地があり田畑があるほか、かつては集落背後の丘陵や山を段々畑として利用し、芋、麦等を産していた。やがて養殖が盛んになると農地利用は自給用が主力となっていき、後背地の農地としての利用も乏しくなり浦の風景は一変していった。
水産業
藩政期から鰯漁の漁村であり、昭和30年代前半までは栄えた。鰯漁が不漁に陥り、困窮を極めた時期もあったが、養殖業が取り入れられ、こちらが主軸となっていったのは合併により津島町となってから後の昭和30年代前半以降のことである。
1955年（昭和30年）に三重の資本の伊予真珠が進出し、当地での真珠養殖が始まった。地元資本によるものとしては、津島町となってからではあるが、1957年（昭和32年）に真珠母貝の養殖が、真珠貝養殖が1962年（昭和37年）、はまち養殖が1963年（昭和38年）、鯛養殖が1964年（昭和39年）とされる。

## 交通
当村の地域には現在に至るも鉄道は通っていない。最寄駅は予讃線宇和島駅。
山が海に迫る地形から海岸沿いの道路は貧弱であった。